# Römerstrom Gladiators Trier
El Gladiators Trier, cono cido por motivos de patrocinio como Römerstrom Gladiators Trier, es un equipo de baloncesto alemán con sede en la ciudad de Tréveris, que compite en la ProA, la segunda división de su país. Disputa sus partidos en el Arena Trier, con capacidad para 5900 espectadores. El club se fundó en 2015, tras la desaparición del TBB Trier.

## Nombres
- Gladiators Trier (2015-2016)
- Römerstrom Gladiators Trier (2016-actualidad)

## Posiciones en Liga
| Temporada | Nivel | Liga                  | Pos. | Resultado        |
| --------- | ----- | --------------------- | ---- | ---------------- |
| 2012-13   | 1     | Basketball Bundesliga | 12.ª |                  |
| 2013-14   | 1     | Basketball Bundesliga | 13.ª |                  |
| 2014-15   | 1     | Basketball Bundesliga | 17.º | Descenso         |
| 2015-16   | 2     | ProA                  | 3.º  | Semifinal        |
| 2016-17   | 2     | ProA                  | 5.º  | Cuartos de final |
| 2017-18   | 2     | ProA                  | 3.º  | Semifinal        |
| 2018-19   | 2     | ProA                  | 6.º  | Cuartos de final |

## Palmarés
- Semifinales de la ProA

2016

## Jugadores destacados
| - Pablo Coro Quitral - Benedikt Breiling - Luca Breu - Marian Dahlem - Kilian Dietz - Johannes Joos - Justin Raffington - Simon Schmitz | - Kevin Smit - Thomas Grün - Johan van Zegeren - Eric Anderson - John Eggleston - Dwayne Evans - Ryan Nicholas - Brandon Spearman | - Tim Weber - Sebastián Herrera Kratzborn - Jermaine Bucknor - Sasa Milosevic - Kwadzo Ahelegbe |